# ETSI EN 300 328
ETSI EN 300 328 és una norma europea de telecomunicacions publicada per l'ETSI. És una normativa que aplica a les comunicacions de xarxa de ràdio de banda ampla a la banda ISM de 2,4 GHz. Exemples de protocols que incorporen la norma ETSI EN 300 328 són els IEEE 802.11b, IEEE 802.11g i IEEE 802.11n, Bluetooth, ZigBee, etc. Exemples de productes que han de verificar la normativa ETSI EN 300 328 són routers, punts d'accés i tot tipus ordinadors que implementin els protocols anterior. La darrera versió de la norma es pot esbrinar aquí.

## Característiques
- És una norma obligatòria a tots els equips que operen a la banda de 2,4 GHz que operen dins la comunitat europea. NOTA : RED : (Radio Equipment Directive) substitueix la directiva (R&TTED) (1999/5/EC). Efectiva a partir del 13 de juny del 2017.
- Cobreix els requisits de l'article 3.2 de la directiva europea R&TTE.
- Normativa de lliure accés disponible al següent enllaç.[3]

## Resum de paràmetres
| Paràmetre                                     | Valor màxim | Condicions de la mesura                          |  |
| --------------------------------------------- | --- | ------------------------------------------------ |  |
| Banda de freqüències de transmissió           | 2 400 MHz a 2 483,5 MHz | -                                                |  |
| Banda de freqüències de recepció              | 2 400 MHz a 2 483,5 MHz | -                                                |  |
| Tipus de modulació de freqüència              | FHSS (Espectre eixamplat per salt de freqüència) Altres tipus : DSSS, OFDM… | -                                                |  |
| Potència de sortida                           | 20 dBm | -                                                |  |
| Senyals espúries no permeses en el transmisor | 30 MHz a 47 MHz -36 dBm 47 MHz a 74 MHz -54 dBm 74 MHz a 87,5 MHz -36 dBm 87,5 MHz a 118 MHz -54 dBm 118 MHz a 174 MHz -36 dBm 174 MHz a 230 MHz -54 dBm 230 MHz a 470 MHz -36 dBm 470 MHz a 862 MHz -54 dBm 862 MHz a 1 GHz -36 dBm 1 GHz a 12,75 GHz -30 dBm | Amplada de banda = 100 KHz " = 100 KHz " = 1 MHz |  |
| Senyals espúries no permeses en el receptor   | 30 MHz to 1 GHz -57 dBm 1 GHz to 12,75 GHz -47 dBm | Amplada de banda = 100 KHz " = 1 MHz             |  |